# Михайловка 2-а (Новосибірська область)
Михайловка 2-а (рос. Михайловка 2-я) — присілок у Куйбишевському районі Новосибірської області Російської Федерації.
Входить до складу муніципального утворення Камська сільрада. Населення становить 66 осіб (2010).

## Історія
Згідно із законом від 2 червня 2004 року органом місцевого самоврядування є Камська сільрада.

## Населення
| 2002 | 2007 | 2010 |
| ---- | ---- | ---- |
| 90   | ↗101 | ↘66  |